# Cortina d'Ampezzo
Cortina d'Ampezzo (italienskt uttal: [korˈtiːna damˈpɛttso], ladinska: Anpezo, ofta förkortat: Cortina) är en stad och kommun i provinsen Belluno i regionen Veneto i norra Italien. Det är en känd vintersportort med många lyxiga hotell och exklusiv shopping. Kommunen har 5 529 invånare (2024), på en yta av 252,81 km².

## Historia

### Förhistoria
Upptäckten 1987 av en primitiv grav vid Mondeval de Sora högt uppe i bergen söder om Cortina vittnar om närvaron av stenåldersmänniska i området så långt tillbaka som 5000-talet f.Kr. På 500-talet f.Kr. introducerades etruskisk skrift i provinsen Cadore, i vars ägo den förblev till tidigt 400-tal. Från 200-talet f.Kr. assimilerade romarna adriatiska veneter, vilket gav området namnet Amplitium (från amplus som betyder bred), dagens Ampezzo.

### Medeltiden
Det finns ingen historisk information om Cadore-regionen från romarrikets fall fram till langobardernas tid. Det antas att områdets invånare under folkvandringstiden flydde till dalarna Fassa, Badia, Cordevole och Ampezzo.
Under medeltiden föll Ampezzo under patriarken av Aquileias jurisdiktion och senare det Tysk-romerska riket.

## Sport

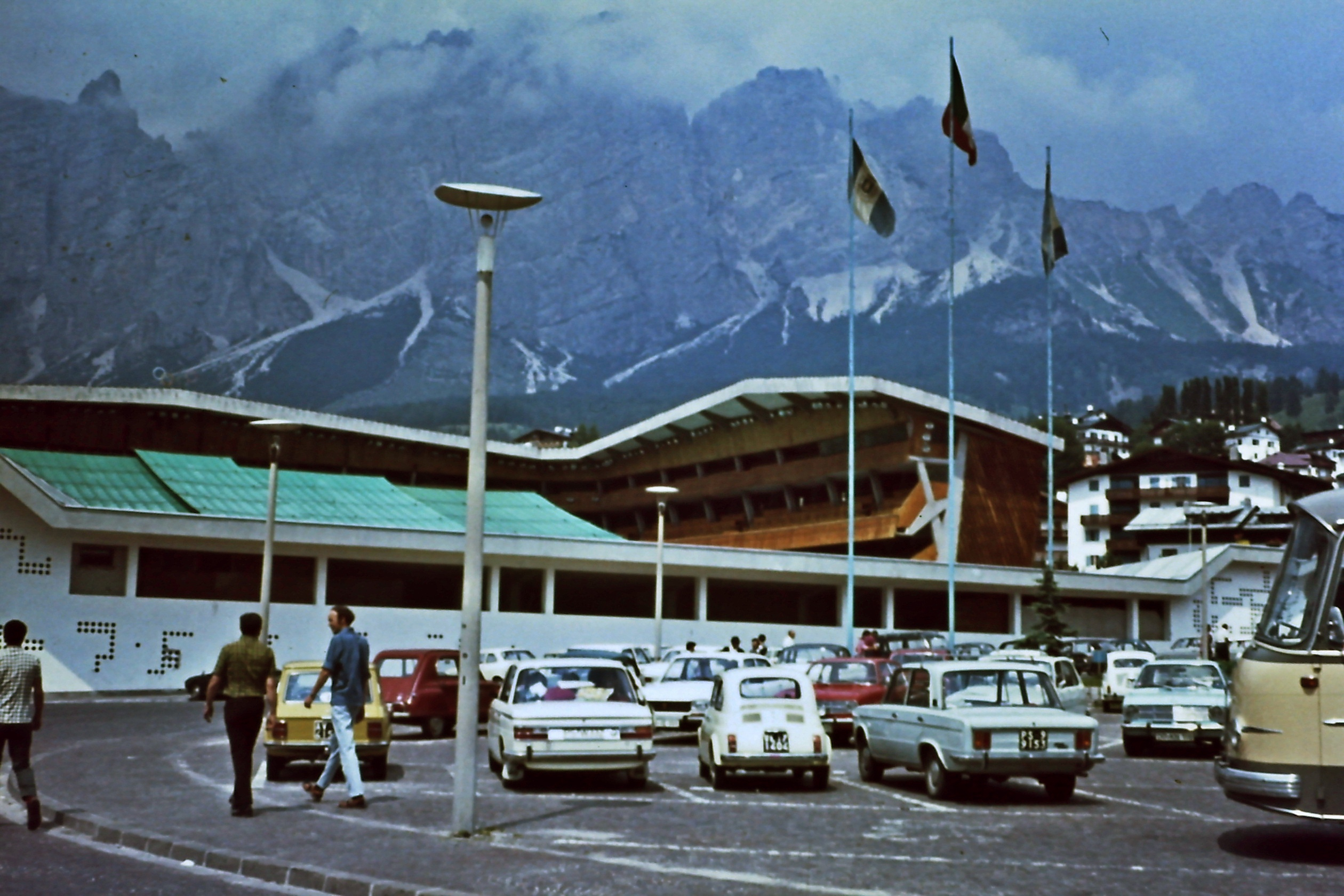
Stadio Olimpico Del Ghiaccio sommaren 1971.

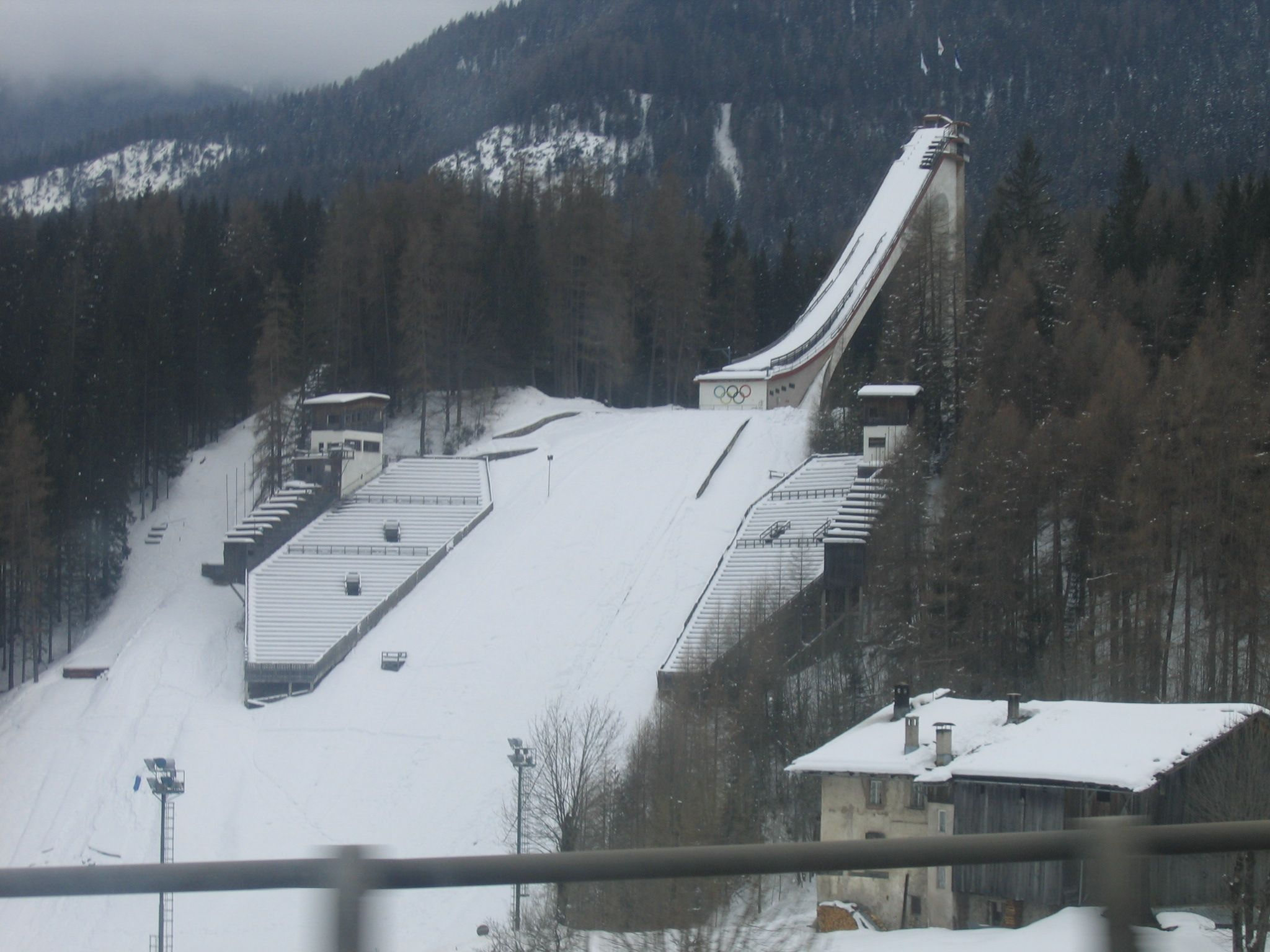
Olympiska hoppbacken.

Cortina arrangerade Olympiska vinterspelen 1956. Olympiska vinterspelen 1944 skulle ha hållits i Cortina d'Ampezzo, men dessa spel ställdes in på grund av andra världskriget. VM i nordisk skidsport 1927, VM i nordisk skidsport 1941 och VM i alpin skidsport 1941 hölls även den i Cortina. Skidtävlingen mellan Toblach i Pustertal och Cortina i Veneto (50 kilometer) är en klassiker från Tour de Ski, men ingår sedan 2016 i Ski Classics.
Cortina var värd för Världsmästerskapen i alpin skidsport 2021 och kommer tillsammans med Milano att vara värd för Olympiska vinterspelen 2026 och Paralympiska vinterspelen 2026.
Cortina är hemstad för SG Cortina, ett professionellt ishockeylag i Serie A1, Italiens högsta division.
I Cortina finns det även skidanläggningar för amatörer, centralt belägna bland de 12 orterna i området Dolomiti Super Ski. Själva Cortina har 115 kilometer pister med 34 liftar och garanterat snötäcke på över 95 % från december till april. Det finns sex skidskolor (två för längdåkning) och cirka 300 instruktörer. Skidområdet Faloria-Cristallo-Mietres har utsikt över Ampezzo-dalen och är lämpligt för alla personer, även barn. Tofane-området erbjuder mer utmanande skidåkning från en höjd av 2 500 meter. Den längsta nedfarten, Armentarola-pisten i Lagazuoi-5 Torri-området, börjar bredvid Refugio Lagazuoi 2 752 meter och nås med linbana. Med Forcella Staunies (för närvarande inte i drift) och Forcella Rossa, har skidområdet en av de brantaste backarna i Dolomiterna.
Det finns även möjligheter till längdskidåkning, inklusive en lång sträcka av den gamla järnvägslinjen. I och runt Cortina finns det möjligheter att delta i många andra vintersporter som curling, bergsklättring, snowboard, pulka och extremskidåkning. Under sommarmånaderna finns sporterna vandring, löpning, cykling, bergsklättring, tennis, golf, simning och isskidåkning.
Sedan 1938 hålls en internationell sportfilmsfestival i Cortina.
De Olympiska vinterspelen 1956 i Cortina inspirerade till namnet på bilmodellen Ford Cortina som började tillverkas 1962.

## Orter
Orter (località) i kommunen Cortina d'Ampezzo med fler än 20 invånare (inom parentes invånarantal 2021):

- Cortina d'Ampezzo (5 134)
- Cadelverzo di Sopra (62)
- Cadin di Sopra (37)
- Cadin di Sotto (103)
- Campo di Sotto (42)
- Chiamulera (33)
- Mortisa (93)

## Cortina d'Ampezzo i populärkultur
James Bond-filmen Ur dödlig synvinkel, komedin Den rosa pantern och Cliffhanger är några av de filmer som spelats in i och omkring Cortina d'Ampezzo.

## Kända personer från Cortina d'Ampezzo
- Lino Lacedelli, bergsbestigare
- Enrico Colli, längdskidåkare